# Vo0
Сандер Каасъягер (род. 21.06.1985), также известный под ником «Vo0» — профессиональный нидерландский киберспортсмен, игрок в Painkiller, QuakeLive. Выступал за профессиональную команду fnatic.

## Карьера
Сандер Каасъягер является одним из лучших игроков в Painkiller за всю историю. Он запомнился своим впечатляющим выступлением на CPL World Tour 2005 года, во время которого одержал победу в пяти из девяти турниров и заработал 232 000 $. Каасъягер завоевал звание лучшего игрока тура и бонус в 20 000$ от компании Intel. По итогам 2005 года Сандер получил две награды eSports Award в номинациях «Игрок года» и «Прорыв года».
Помимо побед на нескольких этапах CPL World Tour «Vo0» выиграл ESWC 2004, CPL Winter 2004 , а также ещё несколько международных турниров по Painkiller.
Основным соперником Каасъягера был Джонатан Уэндел («Fatal1ty»), эти два игрока были олицетворением deathmatch в 2005 году. Так, Сандер Каасъягер участвовал в нескольких телевизионных программах, включая «60 минут» CBS и MTV Overdrive, в которых освещались финалы CPL World Tour.
Многие ожидали от Каасъягера перехода на Quake 4 и выступлении во втором международном туре CPL World Tour, однако игрок решил не принимать участия в CPL Winter 2005, а позже потерпел неудачу в дуэльной лиге Eurocup.
В день своего 21-летия 21 июня 2006 года Сандер Каасъягер решил прекратить выступления и сосредоточиться на учёбе.
30 апреля 2007 года «Vo0» вернулся в киберспорт, приняв участие в соревнованиях по World of Warcraft. С тех пор он с переменным успехом выступал в различных дисциплинах: Quake 3 CPMA, Warsow, QuakeWorld, Quake Live.

## Достижения
2004 год
- CPL Extreme Summer Championships 2004 — 1on1 (Даллас, США)
- CPL Extreme Winter Championships 2004 — 1on1 (Даллас, США)
- Electronic Sports World Cup 2004 — 1on1 (Пуатье, Франция)
- Netgamez 2004B — 1on1 (Ньивегейн, Нидерланды)

2005 год
- CPL World Tour Grand Finals — 1on1 (Нью-Йорк, США)
- CPL World Tour Stop Chile 2005 — 1on1 (Сантьяго, Чили)
- CPL World Tour Stop Italy 2005 — 1on1 (Милан, Италия)
- CPL World Tour Stop Singapore 2005 — 1on1 (Сингапур, Сингапур)
- CPL World Tour Stop UK 2005 — 1on1 (Шеффилд, Великобританий)
- CPL World Tour Stop USA 2005 — 1on1 (Даллас, США)
- CPL World Tour Stop Sweden 2005 — 1on1 (Йёнчёпинг, Швеция)
- CPL World Tour Stop Brazil 2005 — 1on1 (Рио-де-Жанейро, Бразилия)
- CPL World Tour Stop Spain 2005 — 1on1 (Барселона, Испания)
- CPL World Tour Stop Turkey 2005 — 1on1 (Стамбул, Турция)
- CPL World Tour Spain Qualifier 2005 — 1on1 (Стамбул, Турция)

2007 год
- World Series of Video Games — 3on3 — World of Warcraft (Ухань, Китай)[3]

2008 год
- Electronic Sports World Cup qualifier — 1on1 (Энсхеде, Нидерланды)[4]

2009 год
- Dreamhack Summer CPM Quake III Championship — 1on1 (Йёнчёпинг, Швеция)[5]

2010 год
- IEM V American Championship Finals — QuakeLive (США, Нью-Йорк) — 1000$[6]

2017 год
- QuakeCon 2017 — Quake Champions (США, Даллас) — 50000$

## Награды
- Самый ценный игрок CPL World Tour 2005
- Игрок 2005 года по версии ESports Award
- Прорыв 2005 года по версии ESports Award
- Чемпион мира CPL 2004 года